# Wilfried Buchmüller
Wilfried Buchmüller (* 1950) ist ein deutscher theoretischer Elementarteilchenphysiker.

## Leben
Buchmüller studierte Physik an der Universität Bonn und am Imperial College in London. 1977 promovierte er in Bonn und war dann Assistent in Bonn, an der Cornell University, am Fermilab, am Max-Planck-Institut für Physik in München und 1984 bis 1986 am CERN. Von 1986 bis 1990 war er Professor an der Universität Hannover und danach Leitender Wissenschaftler am DESY und seit 1992 Professor an der Universität Hamburg. Er war unter anderem Gastprofessor an der University of California, Santa Barbara und 1992 bis 1998 Adjunct Professor an der Nordita in Kopenhagen.
Buchmüller befasste sich insbesondere mit dem elektroschwachen Phasenübergang und der Natur der Materie-Antimaterie-Asymmetrie, Neutrinophysik, der Natur dunkler Materie und allgemein dem als Astro-Teilchenphysik bezeichneten Forschungsgebiet aus der Schnittstelle von Elementarteilchenphysik und Kosmologie.
Seit längerem ist bekannt, dass die zum Beispiel beim Zerfall von K-Mesonen und B-Mesonen beobachtete CP-Verletzung nicht als Erklärung der beobachteten Materie-Antimaterie Asymmetrie ausreicht. Ab den 1990er Jahren favorisierte Buchmüller mit Kollegen ein Modell der Materieentstehung aus dem asymmetrischen Zerfall von in GUTs vorhergesagten schweren „sterilen“ Majorana-Neutrinos, die zunächst zu einer Asymmetrie bei Leptonen (Leptogenese) und dann über den sogenannten Sphaleron-Prozess (verursacht durch nichtstörungstheoretische topologische Strukturen in den nichtabelschen Eichtheorien der GUTs) auch bei Baryonen führt. Das Modell sagt auch Neutrinomassen voraus (mit einer Obergrenze von 0,12 eV). Die Modelle wurden von Buchmüller und seiner Theoriegruppe am DESY detailliert untersucht. Als Kandidaten dunkler Materie untersuchte er Gravitinos und mögliche Signale ihres Zerfalls für Beobachtungen in der Gammastrahlenastronomie.
Von ihm, Rückl und Wyler stammt die BRW-Klassifizierung von Leptoquarks.
Er ist Mitherausgeber des Journal of Cosmology and Astroparticle Physics. Seit 2005 ist er Sprecher des Virtuellen Instituts Particle Cosmology (VIPAC) der Helmholtz-Gemeinschaft, das in Deutschland Zentrum der Förderung der Astroteilchenphysik sein soll und von Arbeitsgruppen der Universitäten Bonn, Heidelberg, München sowie des DESY gegründet wurde. 2007 wurde er zum Ordentlichen Mitglied der Akademie der Wissenschaften in Hamburg gewählt.

## Schriften
- Die Struktur des Vakuums und der Ursprung der Materie. In: Physik in unserer Zeit, Band 29, 1996, Heft 5, S. 211.
- Baryogenesis – 40 years later, PASCOS 2007, arxiv:0710.5857
- Wilfried Buchmüller, Roberto Peccei, Tsutomu Yanagida: Leptogenesis as the origin of matter. In: Annual Review of Particle and Nuclear Physics, Band 55, 2005, S. 311–355.